# Puppet Master vs Demonic Toys
A Puppet Master vs Demonic Toys 2004-es amerikai crossover horrorfilm, mely David Schmoeller, és David S. Goyer karakterei alapján készült. A filmet C. Courtney Joyner írta és Ted Nicolaou rendezte. A producerek Donald Kushner, és Jan Korbelin. A film zenéjét Peter Bernstein komponálta. A főszerepben Corey Feldman, mint André Toulon unokaöccse, és Vanessa Angel látható. A további szerepekben Danielle Keaton, valamint Velizar Binev tűnik fel. A Gyilkos bábok szülőatyja, Charles Band nem sorolta be a Puppet Master franchise-ba ezt a részt, így nem tartozik a sorozat hivatalos részei közé, tehát nem hivatalosan ez a kilencedik epizód. A film magyar címet nem kapott.

## Történet
Kalifornia, 2004. A Képlet, az Élet titkának receptje André Toulon unokája, Robert Toulon (Feldman) és testvére, Alexandra Toulon (Vanessa Angel) birtokában van. Amióta Robert örökölte dédapja bábjait, Toulon naplóirata alapján próbálja megfejteni a formulát. Végül Karácsony napján a testvérek rájönnek, hogyan kell elkészíteni az életelixírt, és életre kelteni a bábokat. Azonban egy gonosz, elkényeztetett játékgyár tulajdonos Erica Sharpe (Danielle Keaton), ismeri André Toulon legendás történetét, és rálel a bábok hollétére, akik most egy korábbi alkalmazottja kezében vannak, Robert Toulon-nál. Robert új fegyverekkel szereli fel bábjait, hogy felkészüljön a védelemre. A báboknak ismét meg kell védeniük ezúttal új mesterüket, és létezésük titkát.

## Szereposztás
- Corey Feldman – Robert Toulon
- Danielle Keaton – Alexandra Toulon
- Vanessa Angel – Erica Sharpe
- Silvia Suvadova – Sgt. Jessica Russell
- Nikoli Sotirov – Julian
- Dessislava Maicheva – Christina
- Velizar Binev – Mayor
- Angelina Hadjimitova – Claudia
- Anton Falk – Bael
- Rendan Ramsey – Baby Oopsy Daisy

### Bábok
- Blade
- Pinhead
- Jester
- Six Shooter

### Játékok
- Baby Oopsy Daisy
- Jack Attack
- Grizzly Teddy

## Megjelenés
- A Puppet Master vs Demonic Toys Magyarországon nem került forgalmazásába.
- A film 2013. szeptember 3-án megjelent DVD-n az USA-ban.[3]

## Kritikai fogadtatás
- A Rotten Tomatoes esetében a film 1273 felhasználó értékelése alapján 28%-os minősítést kapott.[4]
- Az IMDb filmadatbázison 4.0 ponton állt 2018 novemberében.[5]
- "A rendező Ted Nicolaou és a  SciFi Channel vezetői úgy döntöttek, hogy a nézők megnyerése érdekében biztonságos játékot választanak, evégett a játékidő jelentős része komikus, szórakoztató, nem veszi magát komolyan, időnként megmosolyogtató. Tehát nem marad hű az eredeti filmek sötét, olykor nyomasztó, félelmetes hangulatához. Bár a jelenetek valóban viccesek, de az eredeti Gyilkos bábok, illetve Démoni játékok hangulatát cseppet sem adja vissza. Persze a Demonic Toys tartalmazott fekete komédiát, de önmagában rémisztő volt. Valójában ez a film mindkét franchise megalázása. Egy másik dolog...mivel a Full Moon-nak semmi köze ehhez a cross-over filmhez, a film nem az eredeti bábok és játékok kellékeit használja fel. Olcsó, gagyi másolatokat alkalmaznak, ráadásul a kiborg Six Shooter külseje egyszerűen borzasztó, szörnyen néz ki amikor Feldman rögzíti hozzá a terminátor stílusú karokat, és Six Shooter lézer fegyvert is kap, miután megsérült a tűzben. Ez a Puppet Master filmek megszégyenítése. Annyira rossz, hogy még maga Charles Band is figyelmen kívül hagyja a hivatalos franchise-ban, annak ellenére, hogy ez a sorozat kilencedik része."[6]

## Háttér
Ez a film már jócskán tartalmaz vígjáték elemeket, a megszokott nyomasztó, illetve a Gyilkos bábokra jellemző sötét hangulat itt már elvész. A film kritikai fogadtatása a rajongók körében is  megosztott volt, komikus jellege miatt. A film David Schmoeller (Gyilkos bábok) és David S. Goyer (Démoni játékok) karakterei alapján készült. Traci Lords-ot a Shadow Entertainment (Full Moon Pictures) és a  SciFi Channel közötti költségvetési konfliktusok során kivették. A Fullmoon eredetileg a "Bábok háborúja" mini-sorozatát tervezte a Puppet Master vs Demonic Toys idején, de a sorozat ötletét a költségvetési alapok híján elvetették. A Fullmoon eredetileg egy sor új Cyber Puppets-et (Kiborg játékot) készítettek a filmhez, azonban bemutatásukra nem került sor. Charles Band elnyerte a tiszteletbeli megbízást ügyvezető producerként, bár semmi köze sem volt a film elkészítéséhez. Robert Toulon szerepét eredetileg Fred Willard-nak írták. Ez az egyetlen Puppet Master film, amelyben nem szerepelt Tunneler. A filmben nem tűnik fel Tunneler és Leech Woman, valószínűleg azért, mert eredetileg a Puppet Master II után íródott, amelyben mindkét bábu súlyosan megsérült a történet során. Ez a film eredetileg a negyedik rész a Puppet Master franchise-ben, ám végül a Totem története (Gyilkos bábok 4.) váltotta fel. Blade külsejét felhasználták a Puppet Master: Axis of Evil borítóján.